# Zavrh pod Šmarno goro
Zavrh pod Šmarno goro este o localitate din comuna Medvode, Slovenia, cu o populație de 209 locuitori.